# 第41回ゴールデンラズベリー賞
第41回ゴールデンラズベリー賞は、2020年の映画で最低の作品に贈られる賞である。ゴールデンラズベリー財団会員による投票に基づき、2021年3月11日にノミネート作品が発表され、同年4月24日に最低賞の発表と授賞式が開催された。
パンデミックとそれに伴う映画館の閉鎖、そして現代の他の授賞式（特にアカデミー賞）が示した例と相まって、ストリーミングメディアが初めてノミネートに有効となった。名誉挽回賞は発表されていない。

## ノミネート一覧
太字が受賞である。
| 部門 | 候補 |
| --- | ---- |
| 最低作品賞 |      |
| 『Absolute Proof』 |      |
| 『愛は、365の日々で』 |      |
| 『ドクター・ドリトル』 |      |
| 『ファンタジー・アイランド』 |      |
| 『ライフ・ウィズ・ミュージック』 |      |
| 最低主演男優賞 |      |
| Mike Lindell - 『Absolute Proof』 |      |
| ロバート・ダウニー・Jr - 『ドクター・ドリトル』 |      |
| ミケーレ・モローネ - 『愛は、365の日々で』 |      |
| アダム・サンドラー - 『ヒュービーのハロウィーン』 |      |
| デヴィッド・スペード - 『僕のミッシー』 |      |
| 最低主演女優賞 |      |
| ケイト・ハドソン - 『ライフ・ウィズ・ミュージック』 |      |
| アン・ハサウェイ - 『マクマホン・ファイル』『魔女がいっぱい』 |      |
| ケイティ・ホームズ - 『ザ・ボーイ -残虐人形遊戯-』『ザ・シークレット: デア・トゥー・ドリーム』                                                                                |      |
| ローレン・ラプカス - 『僕のミッシー』 |      |
| アンナ＝マリア・シエクルッカ - 『愛は、365の日々で』 |      |
| 最低助演女優賞 |      |
| マディ・ジーグラー - 『ライフ・ウィズ・ミュージック』 |      |
| グレン・クローズ - 『ヒルビリー・エレジー 郷愁の哀歌』 |      |
| クリステン・ウィグ - 『ワンダーウーマン 1984』 |      |
| ルーシー・ヘイル - 『ファンタジー・アイランド』 |      |
| マギー・Q - 『ファンタジー・アイランド』 |      |
| 最低助演男優賞 |      |
| ルドルフ・ジュリアーニ - 『続・ボラット 栄光ナル国家だったカザフスタンのためのアメリカ貢ぎ物計画』                                                                            |      |
| チェビー・チェイス - 『The Very Excellent Mr. Dundee』 |      |
| シャイア・ラブーフ - 『L.A.スクワッド』 |      |
| アーノルド・シュワルツェネッガー - 『Viy 2: Journey to China』 |      |
| ブルース・ウィリス - 『アンチ・ライフ』『ハード・キル』『ナイト・サバイバー』                                                                                                 |      |
| 最低スクリーンコンボ賞 |      |
| ルドルフ・ジュリアーニと彼のズボンのジッパー - 『続・ボラット 栄光ナル国家だったカザフスタンのためのアメリカ貢ぎ物計画』                                                      |      |
| ロバート・ダウニー・Jrと彼の全く説得力のない「ウェールズ語」のアクセント - 『ドクター・ドリトル』                                                                             |      |
| ハリソン・フォードとあの完全に作り物と見えるCGIの「犬」- 『野性の呼び声』 |      |
| ローレン・ラプカスとデヴィッド・スペード - 『僕のミッシー』 |      |
| アダム・サンドラーと彼の耳障りな声 - 『ヒュービーのハロウィーン』 |      |
| 最低監督賞 |      |
| シーア - 『ライフ・ウィズ・ミュージック』 |      |
| チャールズ・バンド - 『Corona Zombies』『Barbie & Kendra Save the Tiger King』『Barbie & Kendra Storm Area 51』                                                               |      |
| バルバラ・ビャオヴァス、トマシュ・マンデス - 『愛は、365の日々で』 |      |
| スティーヴン・ギャガン - 『ドクター・ドリトル』 |      |
| ロン・ハワード - 『ヒルビリー・エレジー 郷愁の哀歌』 |      |
| 最低脚本賞 |      |
| 『愛は、365の日々で』 - Tomasz Klimala、バルバラ・ビャオヴァス、トマシュ・マンデス、Blanka Lipińska（Blanka Lipińska原作の小説に基づく）                                      |      |
| All 3 Barbie & Kendra movies(『Corona Zombies』、『Barbie & Kendra Save the Tiger King』、『Barbie & Kendra Storm Area 51』) – Kent Roudebush、Silvia St. Croix、Billy Butler |      |
| 『ドクター・ドリトル』 - スティーヴン・ギャガン、ダン・グレゴール、ダグ・マンド（ヒュー・ロフティング原作のドリトル先生シリーズに基づく）                                     |      |
| 『ファンタジー・アイランド』 - ジェフ・ワドロウ、Chris Roach、Jillian Jacobs（Gene Levitt製作による同名TVシリーズに基づく）                                                   |      |
| 『ヒルビリー・エレジー 郷愁の哀歌』 - ヴァネッサ・テイラー（J・D・ヴァンス原作の小説『ヒルビリー・エレジー アメリカの繁栄から取り残された白人たち』に基づく）                 |      |
| 最低リメイク・パクリ・続編賞 |      |
| 『ドクター・ドリトル』 |      |
| 『愛は、365の日々で』 |      |
| 『ファンタジー・アイランド』 |      |
| 『ヒュービーのハロウィーン』 |      |
| 『ワンダーウーマン 1984』 |      |
| 史上最悪のカレンダー・イヤーにガバナーズ特別賞 |      |
| 2020年 |      |